# Azanus caeruleoalbus
Azanus caeruleoalbus är en fjärilsart som beskrevs av Johann August Ephraim Goeze 1779. Azanus caeruleoalbus ingår i släktet Azanus och familjen juvelvingar. Inga underarter finns listade i Catalogue of Life.